# Dragi Setinov
Dragi Setinov (mak. Дpaги Ceтинoв) (Skoplje, 13. veljače 1961.) je makedonski umirovljeni nogometaš i sadašnji nogometni trener.

## Karijera
U sezoni 1981./82. igra za prilepsku Pobedu gdje odigrava 27 utakmica i postiže jedan zgoditak. 1982. prelazi u Vardar iz Skoplja. U Vardaru ostaje do 1986. godine. Za njih odigrava 117 utakmica i postiže 14 zgoditaka. 1986. prelazi u splitski Hajduk. Za Hajduk je odigrao 106 utakmica te osvojio Kup maršala Tita 1990./91. Godine 1988. osvojio je Trofej Bili kao najbolji igrač po izboru Slobodne Dalmacije. Godine 1991. odlazi u grčki Ethnikos Asteras. U istom klubu 1992. završava karijeru.
Bio je reprezentativac Jugoslavije.